# Nadéjdine (Crimea)
|  | Per a altres significats, vegeu «Nadéjdino». |

Nadéjdine (en (ucraïnès): Надеждине, en rus: Надеждино, Nadéjdino) és un poble de la República Autònoma de Crimea a Ucraïna, que el 2014 tenia 88 habitants. Pertany al districte rural de Krasnoperekopsk.